# Marsze producentów koki w Kolumbii
Marsze producentów koki w Kolumbii (hiszp. Marchas cocaleras) miały miejsce w okresie od lipca do września 1996 roku. Dochodziło do nich w południowych regionach kraju. Regularne demonstracje wywołały starcia między protestującymi z siłami wojskowymi i policją, których kulminacją były negocjacje między przywódcami środowiska a rządem Ernesto Sampery zakończone podpisaniem umowy 20 sierpnia 1996 roku. Były to największe protesty społeczne w Kolumbii od 1988 roku. Demonstracje producentów koki rozwinęły się głównie w departamentach Caquetá, Guaviare oraz Putumayo.

## Protesty
Od 1964 roku w Kolumbii toczyła się wojna domowa. W jej trakcie doszło do wzrostu produkcji narkotyków, czego beneficjentami były niektóre z walczących stron. Od 1994 roku ruch kolumbijskich producentów koki organizował strajki i marsze. Punktem zapalnym dla zaostrzenia wystąpień było wydanie dekretu 0717 z 18 kwietnia 1996 roku, na mocy którego wydano następnie dekret 0871 z 19 maja 1996 roku, tworzący Specjalną Strefę Porządku Publicznego złożoną z departamentów Caquetá, Guaviare, Meta, Vaupés i Vichada. Kolejną z przyczyn protestów były fumigacje za pomocą glifosatu i imazapyru, które wpływały na różnorodność biologiczną Amazonii i legalne uprawy.
W lipcu 1996 roku doszło do trwającego dwa miesiące nasilenia wystąpień, w czasie których doszło do poważnych konfrontacji z siłami publicznymi. Miało to miejsce po operacji Conquista prowadzonej przez kolumbijską armię. Jak poinformował admirał Holdan Delgado Villamil, w ciągu 49 dni operacji „zniszczono 60 laboratoriów przetwarzających kokainę i 1600 hektarów obsadzonych liśćmi koki, a 277 osób zostało schwytanych”.
W ramach próby znalezienia porozumienia z rządem plantatorzy koki ogłosili następujące żądania:
- Zastąpienie uprawy koki poprzez zaangażowanie i organizowanie społeczności przez władze kolumbijskie[6].
- Dokonanie inwestycji przez państwo w celu zapewnienia infrastruktury produkcyjnej, handlowej, drogowej i transportowej, a także kredytów i zachęt dla produkcji rolnej[7].
- Rozszerzenie zasięgu opieki zdrowotnej i edukacji, budowa dróg i akweduktów[8].

Powstałe zamieszanie zostało wykorzystane przez Rewolucyjne Siły Zbrojne Kolumbii – Armię Ludową (FARC-EP) do ataków na bazy wojskowe na południu kraju. 30 sierpnia Blok Południowy FARC-EP po ciężkich walkach zajął bazę Delicias w departamencie Putumayo zabijając 31 żołnierzy, raniąc 17 kolejnych i biorąc do niewoli 60 jeńców.
Protesty plantatorów koki były największymi wystąpieniami społecznymi w Kolumbii od 1988 roku.

## Rozmowy
20 sierpnia 1996 roku pomiędzy producentami koki a rządem kolumbijskim reprezentowanym przez Eduardo Díaza Uribe została podpisana umowa z Orito. Pomimo zawarcia porozumienia społeczności chłopskie potępiły niezastosowanie się rządu krajowego do wspomnianej umowy, dlatego powróciły do uprawy koki. Fumigacje i represje ze strony rządu wobec miejscowej ludności trwały nadal.
Po wprowadzeniu w życie umowy z Orito wdrożono Kompleksowy Krajowy Program Zastępowania Nielegalnych Upraw (hiszp. Programa Nacional Integral de Sustitución de Cultivos de Uso Ilícito, PNIS). Dzięki umowie członkowie różnych stowarzyszeń zgrupowali się w tzw. Okrągły Stół Organizacji Społecznych (hiszp. Mesa de Organizaciones Sociales, MEROS) i wynegocjowali porozumienie regionalne, które uwzględniało charakterystykę i potrzeby konkretnych departamentów.

## Skutki
Według Organizacja Narodów Zjednoczonych do spraw Wyżywienia i Rolnictwa (FAO) oraz Krajowej Agencji ds. Gruntów (ANT) marsze producentów koki otworzyły przestrzeń do dialogu z rządem w celu utworzenia Stref Rezerwatu Wiejskiego, na mocy dekretu 1777 z 1996 roku. Kolumbijska Komisja Prawdy ogłosiła, że porozumienia między organizacjami chłopskimi a państwem kolumbijskim nie zostały w pełni zrealizowane.
Po marszach do Międzyamerykańskiego Trybunału Praw Człowieka zgłoszono ataki sił publicznych na ludność cywilną.

### Plan Colombia
W 2000 roku prezydent Andrés Pastrana Arango podpisał ze Stanami Zjednoczonymi Plan Colombia przeciwko handlowi narkotykami. Ponadto w 2004 roku za rządów Álvaro Uribe wprowadzono Plan Patriota, mający na celu zwalczanie bojówek FARC.
W 1998 roku miały miejsce kolejne marsze plantatorów koki, a w 2006 roku protesty ludności wiejskiej związane ze strategiami przeciwko uprawie koki w Mecie i Nariño. W latach 2009 i 2013 odnotowano nowe protesty plantatorów w regionie Catatumbo, leżącym w departamencie Norte de Santander.